# 光滑花佩菊
光滑花佩菊（学名：Faberia thibetica）为菊科花佩菊属下的一个种。